# Capcom Vancouver
Capcom Vancouver (anciennement Blue Castle Games) est un studio canadien de développement de jeux vidéo, et filiale de Capcom.

## Historique
La société est créée le 4 juillet 2005, à Burnaby en Colombie-Britannique. Sous l’appellation Blue Castle Games, le studio est à l'origine de plusieurs jeux vidéo de baseball, comprenant notamment The Bigs et sa suite, The Bigs 2. Le studio a également contribué au développement de Dead Rising 2.
Blue Castle Games est acquis par Capcom après la sortie de Dead Rising 2, puis rebaptisé Capcom Vancouver.
Capcom Vancouver participe principalement au développement de jeux mobiles (tel que Puzzle Fighter) ainsi qu'à l'émancipation de la série Dead Rising sur console de jeux.
Début 2018, Capcom engage un plan de restructuration du studio canadien et prévoit de licencier environ 30 % du personnel, soit 50 employés. D'après Capcom, le plan de restructuration doit permettre au studio d'être en adéquation avec ses projets et ses objectifs. Pour conséquence, Capcom Vancouver se voit annuler le développement d'une franchise axé aventure, et les employés restants se concentrent sur un futur jeu Dead Rising.
Le 18 septembre 2018, Capcom annonce d'abord l'annulation de tous les projets du studio, puis la fermeture du studio canadien, licenciant ainsi ses 158 employés. Néanmoins, en octobre 2018, il n'est plus question de fermeture mais d'une « répartition de[s] ressources » d'après Jeuxvideo.com. Selon les calculs de Capcom, l'abandon des projets aurait engendré la perte de 4,5 milliards de yens, soit 34 millions d'euros.

## Jeux
| Titre                         | Date de Sortie | Plates-formes                                                     |
| ----------------------------- | -------------- | ----------------------------------------------------------------- |
| The Bigs                      | 2007           | PlayStation 2, PlayStation 3, PlayStation Portable, Wii, Xbox 360 |
| MLB Front Office Manager      | 2009           | Microsoft Windows, PlayStation 3, Xbox 360                        |
| The Bigs 2                    | 2009           | PlayStation 2, PlayStation 3, PlayStation Portable, Wii, Xbox 360 |
| Dead Rising 2: Case Zero      | 2010           | Xbox 360                                                          |
| Dead Rising 2                 | 2010           | PlayStation 3, Xbox 360, Windows                                  |
| Dead Rising 2: Case West      | 2010           | Xbox 360                                                          |
| Dead Rising 2: Off the Record | 2011           | PlayStation 3, Xbox 360, Windows                                  |
| Dead Rising 3                 | 2013           | Xbox One, Windows                                                 |
| Dead Rising 2                 | 2016           | PlayStation 4, Xbox One, Windows                                  |
| Dead Rising 2: Off the Record | 2016           | PlayStation 4, Xbox One, Windows                                  |
| Dead Rising 4                 | 2017           | PlayStation 4, Xbox One, Windows                                  |